# Varisciet
Het mineraal varisciet is een gehydrateerd aluminium-fosfaat met de chemische formule AlPO4·2(H2O).

## Eigenschappen
Het kleurloze, blauwgroen tot groene varisciet heeft een witte streepkleur, een doffe glans en een perfecte splijting volgens kristalvlak [010]. De gemiddelde dichtheid is 2,5 en de hardheid is 4 tot 5. Het kristalstelsel is orthorombisch en het mineraal is niet radioactief.

## Naam
De naam van het mineraal varisciet is afgeleid van Variscia, de historische naam van het Vogtland, Duitsland, een naam die terugkomt in de Variscische orogenese.

## Voorkomen
Varisciet komt veel voor als verweringsproduct van aluminiumhoudende fosfaatgesteenten. De typelocatie is Messbach, Plauen, Vogtland (Variscia), Thüringen, Duitsland.